# Línea 24 (Maldonado)
La línea 24 es una línea de transporte público de ómnibus del departamento de Maldonado, Uruguay. 
Tiene tres ramales; uno que parte desde la Agencia Maldonado, otro desde la Dirección Nacional de Vialidad y el último desde la agencia CODESA de San Carlos.
Fue operada hasta el 2010 por la empresa Olivera Hnos. A partir de ese año, sus servicios pasan a ser ejecutados por CODESA.

## Recorrido
Los tres ramales mencionados anteriormente cuentan con el mismo destino en común, que es Punta del Este por la calle Capitán Miranda.

### Ramal Agencia

#### Ida
Agencia CODESA, Av. Rocha, 25 de Agosto, (Lavagna), 4 de Octubre, Av. Rodó, Nuble González Olaza, 18 de Julio, Av. Ceberio, Carlos Seijo, Ruta 39, Agencia Maldonado, Av. Batlle y Ordóñez, Bergalli, Rincón, 3 de Febrero, 18 de Julio, San José, Terminal Maldonado, Acuña de Figueroa, Av. Roosevelt, Rbla. Lorenzo Batlle, Av. Chiverta, Av. Francisco Salazar, Rbla. Lorenzo Batlle, Mesana (24), La Salina (9), 2 de Febrero (10), Capitán Miranda (7).

#### Vuelta
Capitán Miranda (7), El Foque (14), Rbla. Gral. Artigas (mansa), El Remanso (20), Rbla. Claudio Williman (mansa), Av. Chiverta, Rbla. Lorenzo Batlle, Av. Roosevelt, Explanada Terminal Maldonado, Av. Roosevelt, Av. Camacho, Dodera, Av. Lavalleja, Av. Batlle y Ordóñez, Agencia Maldonado, Ruta 39, Av. Alvariza, (Lavagna), 25 de Agosto, 4 de Octubre, Av. Rodó, Carlos Reyles, Av. Rocha, Agencia San Carlos.

### Ramal Maldonado

#### Ida
Agencia Maldonado, Av. Batlle y Ordóñez, Francisco Martínez, Simón del Pino, Santiago Gadea, Bergalli, Rincón, 3 de Febrero, 18 de Julio, San José, Terminal Maldonado, Av. Acuña de Figueroa, Av. Roosevelt, Rbla. Lorenzo Batlle, Av. Chiverta, Av. Francisco Salazar, Rbla. Lorenzo Batlle, Mesana (24), La Salina (9), 2 de Febrero (10), Capitán Miranda (7).

#### Vuelta
Capitán Miranda (7), El Foque (14), Rbla. Gral. Artigas (mansa), El Remanso (20), Rbla. C. Williman, Emilio Sader, Av. Francisco Salazar, Av. Chiverta, Rbla. Lorenzo Batlle, Av. Roosevelt, Explanada Terminal Maldonado, Av. Roosevelt, Av. Camacho, Dodera, Dr. Edye, Cont. Bergalli, Fructuoso Rivera, Av. De Los Gauchos, Francisco Martínez, Av. Batlle y Ordóñez, Agencia Maldonado.

### Ramal Vialidad

#### Ida
(Vialidad), Ruta 39, Av. Alvariza, Ejido, Juan de Dios Curbelo, 25 de Agosto, Av. Ceberio, Carlos Seijo, Los Talas, Ruta 39, Agencia Maldonado, Av. Batlle y Ordóñez, Bergalli, Rincón, 3 de Febrero, 18 de Julio, San José, Terminal Maldonado, Acuña de Figueroa, Av. Roosevelt, Rbla. Lorenzo Batlle, Av. Chiverta, Av. Francisco Salazar, Rbla. Lorenzo Batlle, Mesana (24), La Salina (9), 2 de Febrero (10), Capitán Miranda (7).

#### Vuelta
Capitán Miranda (7), El Foque (14), Rbla. Gral. Artigas (mansa), El Remanso (20), Rbla. Claudio Williman (mansa), Av. Chiverta, Rbla. Lorenzo Batlle, Av. Roosevelt, Explanada Terminal Maldonado, Av. Roosevelt, Av. Camacho, Dodera, Av. Lavalleja, Av. Batlle y Ordóñez, Agencia Maldonado, Ruta 39, Av. Alvariza, Carlos Reyles, Mariano Soler, Ejido, Av. Alvariza, Ruta 39, (Vialidad).